# Marija Erić
Marija Erić (in serbo Мария Эрич?; Belgrado, 2 maggio 1983) è un'ex cestista serba.
Alta 164 cm, giocava nel ruolo di playmaker. Ha vestito la maglietta della Nazionale serba, con cui ha disputato un Europeo, e ha disputato vari campionati di massima serie in Serbia, Italia, Russia e Francia.

## Carriera

### Nei club
È cresciuta nella squadra della sua città, la Stella Rossa Belgrado.
Si è poi trasferita in un'altra squadra serba, il Vojvodina Novi Sad. In seguito si sposta in Italia dove nel 2005-2006 gioca nell'Acetum Cavezzo. Dal campionato 2006-07 al campionato 2007-08 ha invece giocato nella Germano Zama Faenza, vincendo una Coppa Italia e disputando una finale scudetto.
Dopo una breve parentesi all'estero nella Dynamo Kursk in Russia, nel girone d'andata del campionato 2008-09, ritorna in Italia, a Napoli, dove resterà dal gennaio del 2009 fino alla fine del campionato 2009-10.
Inizia la stagione seguente nel campionato francese, con il Tarbes, per poi trasferirsi nuovamente in Italia nel mercato invernale, questa volta a Priolo. Nel 2011-12 torna a Faenza. Torna in seguito a Priolo, con cui rimane due stagioni inframmezzate da una parentesi allo Spartak Noginsk.
Nel settembre 2014 ha firmato per la Lazùr Catania, società di Serie C.

### In Nazionale
Ha disputato l'Eurobasket 2009 in Lettonia con la Nazionale serba, che poi ha lasciato perché non le garantiva sufficiente copertura in caso d'infortunio.

## Statistiche

### Presenze e punti nei club
Statistiche aggiornate al 30 giugno 2014
| Stagione        | Squadra              | Competizione | Partite | Partite | Partite | Statistiche tiro | Statistiche tiro | Statistiche tiro | Altre statistiche | Altre statistiche | Altre statistiche | Altre statistiche | Altre statistiche |
| Stagione        | Squadra              | Competizione | Pres.   | Titol.  | Minuti  | Tiri da 2        | Tiri da 3        | Liberi           | Rimb.             | Assist            | Rubate            | Stopp.            | Punti             |
| --------------- | -------------------- | ------------ | ------- | ------- | ------- | ---------------- | ---------------- | ---------------- | ----------------- | ----------------- | ----------------- | ----------------- | ----------------- |
| 2002-2003       | Stella Rossa         | PŽLS         |         |         |         |                  |                  |                  |                   |                   |                   |                   |                   |
| 2003-2004       | Stella Rossa         | PŽLS         |         |         |         |                  |                  |                  |                   |                   |                   |                   |                   |
| 2004-2005       | Vojvodina Novi Sad   | PŽLS         |         |         |         |                  |                  |                  |                   |                   |                   |                   |                   |
| 2005-2006       | Acetum Cavezzo       | Serie A1     | 36      | 33      | 1067    | 97/182           | 61/154           | 94/153           | 106               | 84                | 127               | 0                 | 471               |
| 2006-2007       | Germano Zama Faenza  | Serie A1     | 41      | 36      | 1106    | 62/137           | 68/193           | 122/168          | 91                | 117               | 119               | 0                 | 450               |
| 2007-2008       | Germano Zama Faenza  | Serie A1     | 28      | 27      | 823     | 63/130           | 44/144           | 67/97            | 71                | 93                | 58                | 0                 | 325               |
| '08-gen. '09    | Dynamo Kursk         | Superliga A  | 6       |         | 78      | 4/11             | 4/12             | 1/2              | 7                 | 13                | 3                 | 0                 | 21                |
| gen. '09-'09    | Napoli Basket Vomero | Serie A1     | 17      | 17      | 515     | 47/87            | 27/76            | 36/60            | 56                | 61                | 70                | 0                 | 211               |
| 2009-2010       | Napoli Basket Vomero | Serie A1     | 29      | 29      | 935     | 67/138           | 29/94            | 109/154          | 61                | 69                | 123               | 0                 | 330               |
| '10-gen. '11    | Tarbes Gespe Bigorre | LFB          | 6       |         | 59      | 1/3              | 0/5              | 5/8              | 3                 | 4                 | 10                |                   | 7                 |
| gen. '11-'11    | Erg Priolo           | Serie A1     | 12      | 1       | 316     | 26/54            | 15/34            | 31/39            | 26                | 23                | 13                | 1                 | 128               |
| 2011-2012       | Roberta Faenza       | Serie A1     | 23      | 22      | 798     | 56/139           | 44/127           | 80/106           | 71                | 98                | 65                | 0                 | 324               |
| 2012-2013       | Isab Energy Priolo   | Serie A1     | 21      | 21      | 673     | 38/89            | 26/70            | 57/78            | 42                | 56                | 44                | 0                 | 211               |
| '13-nov. '13    | Spartak Noginsk      | Superliga A  | 3       |         | 73      | 2/7              | 1/7              | 2/2              | 8                 | 5                 | 3                 | 0                 | 9                 |
| nov. '13-'14    | Bricocenter Priolo   | Serie A1     | 17      | 17      | 637     | 39/91            | 31/83            | 51/65            | 43                | 46                | 26                | 0                 | 222               |
| Totale carriera |                      |              |         |         |         |                  |                  |                  |                   |                   |                   |                   |                   |

### Cronologia presenze e punti in Nazionale
| Cronologia completa delle presenze e dei punti in Nazionale - Serbia | Cronologia completa delle presenze e dei punti in Nazionale - Serbia | Cronologia completa delle presenze e dei punti in Nazionale - Serbia | Cronologia completa delle presenze e dei punti in Nazionale - Serbia | Cronologia completa delle presenze e dei punti in Nazionale - Serbia | Cronologia completa delle presenze e dei punti in Nazionale - Serbia | Cronologia completa delle presenze e dei punti in Nazionale - Serbia | Cronologia completa delle presenze e dei punti in Nazionale - Serbia |
| Data                                                                 | Città                                                                | In casa                                                              | Risultato                                                            | Ospiti                                                               | Competizione                                                         | Punti                                                                | Note                                                                 |
| -------------------------------------------------------------------- | -------------------------------------------------------------------- | -------------------------------------------------------------------- | -------------------------------------------------------------------- | -------------------------------------------------------------------- | -------------------------------------------------------------------- | -------------------------------------------------------------------- | -------------------------------------------------------------------- |
| 27/08/2008                                                           | Niš                                                                  | Serbia                                                               | 82 - 85                                                              | Grecia                                                               | Qual. Euro 2009 - Gruppo D                                           | 14                                                                   | [ 9 ]                                                                |
| 30/08/2008                                                           | Liegi                                                                | Belgio                                                               | 73 - 60                                                              | Serbia                                                               | Qual. Euro 2009 - Gruppo D                                           | 8                                                                    | [ 10 ]                                                               |
| 03/09/2008                                                           | Niš                                                                  | Serbia                                                               | 73 - 67                                                              | Bulgaria                                                             | Qual. Euro 2009 - Gruppo D                                           | 11                                                                   | [ 11 ]                                                               |
| 06/09/2008                                                           | Glyfada                                                              | Grecia                                                               | 61 - 64                                                              | Serbia                                                               | Qual. Euro 2009 - Gruppo D                                           | 13                                                                   | [ 12 ]                                                               |
| 10/09/2008                                                           | Niš                                                                  | Serbia                                                               | 78 - 71                                                              | Belgio                                                               | Qual. Euro 2009 - Gruppo D                                           | 19                                                                   | [ 13 ]                                                               |
| 13/09/2008                                                           | Samokov                                                              | Bulgaria                                                             | 75 - 68                                                              | Serbia                                                               | Qual. Euro 2009 - Gruppo D                                           | 4                                                                    | [ 14 ]                                                               |
| 29/05/2009                                                           | Porto San Giorgio                                                    | Italia                                                               | 75 - 71                                                              | Serbia                                                               | Amichevole                                                           | 5                                                                    | [ 15 ]                                                               |
| 07/06/2009                                                           | Valmiera                                                             | Lituania                                                             | 71 - 49                                                              | Serbia                                                               | EuroBasket 2009 - Gruppo C                                           | 6                                                                    | [ 16 ]                                                               |
| 08/06/2009                                                           | Valmiera                                                             | Serbia                                                               | 37 - 72                                                              | Russia                                                               | EuroBasket 2009 - Gruppo C                                           | 1                                                                    | [ 17 ]                                                               |
| 09/06/2009                                                           | Valmiera                                                             | Turchia                                                              | 65 - 55                                                              | Serbia                                                               | EuroBasket 2009 - Gruppo C                                           | 0                                                                    | [ 18 ]                                                               |
| Totale                                                               |                                                                      | Presenze                                                             | 10                                                                   |                                                                      | Punti                                                                | 81                                                                   |                                                                      |

## Palmarès
- Coppa Italia: 1
Faenza: 2007